# Раковица (Хрватска)
Раковица је насељено место и седиште истоимене општине на Кордуну, Карловачка жупанија, Република Хрватска.

## Географија
Налази се у јужном делу Кордуна, око 18 км јужно од Слуња.

## Историја
До територијалне реорганизације у Хрватској налазила се у саставу бивше велике општине Слуњ. Раковица се од распада Југославије до августа 1995. године налазила у Републици Српској Крајини.

## Становништво

#### Број становника по пописима
Према попису становништва из 2011. године, насеље Раковица је имала 310 становника.
| Националност   | 2001. | 1991. | 1981. | 1971. | 1961. | 1953. | 1948. | 1931. | 1921. | 1910. | 1900. | 1890. | 1880. | 1869. | 1857. |
| бр. становника | 356   | 1.012 | 1.169 | 408   | 409   | 346   | 470   | 772   | 770   | 866   | 823   | 756   | 2.238 | 2.250 | 1.379 |

Напомена: Садржи податке за насеље Корита у 1869. и 1880. У 2001. смањено издвајањем насеља Брајдић Село, Драге, Јелов Кланац, Оштарски Станови и Раковичко Селиште. До 1991. садржи податке за насеље Брајдић Село. У 1880., 1981. и 1991. садржи податке за насеља Драге и Раковичко Селиште, а 1869., 1880., 1981. и 1991. за насеља Јелов Кланац и Оштарски Станови.
Једно од првих насеља је чинило Дуић брдо састављено од више имања породица које носе презиме Дуић. Дуић брдо се налази на подручју данашњег насеља Раковичко селиште.

#### Национални састав
| Националност       | 2001.        | 1991.        | 1981.          | 1971.          | 1961.          |
| Хрвати             | 337 (94,66%) | 888 (87,74%) | 1.036 (88,62%) | 1.157 (90,88%) | 1.174 (90,86%) |
| Срби               | 12 (3,37%)   | 71 (7,01%)   | 66 (5,64%)     | 98 (7,69%)     | 109 (8,43%)    |
| Југословени        | 0            | 17 (1,67%)   | 61 (5,21%)     | 9 (0,70%)      | 0              |
| остали и непознато | 7 (1,96%)    | 36 (3,55%)   | 6 (0,51%)      | 9 (0,70%)      | 9 (0,69%)      |
| Укупно             | 356          | 1.012        | 1.169          | 1.273          | 1.292          |

Напомена: У табели: Национални састав, за пописне године од 1961. до 1991. садржани су подаци за новоформирана насеља: Брајдић Село, Драге, Јелов Кланац, Оштарски Станови и Раковичко Селиште.

## Попис 1991.
На попису становништва 1991. године, насељено место Раковица је имало 1.012 становника, следећег националног састава:
| Попис 1991.‍   | Попис 1991.‍  | Попис 1991.‍ | Попис 1991.‍ | Попис 1991.‍ |
| ------------- | ------------ | ----------- | ----------- | ----------- |
|               |              |             |             |             |
| Хрвати        | Хрвати       |             | 888         | 87,74%      |
| Срби          | Срби         |             | 71          | 7,01%       |
| Југословени   | Југословени  |             | 17          | 1,67%       |
| Муслимани     | Муслимани    |             | 6           | 0,59%       |
| Словенци      | Словенци     |             | 1           | 0,09%       |
| неопредељени  | неопредељени |             | 7           | 0,69%       |
| регион. опр.  | регион. опр. |             | 1           | 0,09%       |
| непознато     | непознато    |             | 21          | 2,07%       |
| укупно: 1.012 |              |             |             |             |